# Werner Tübke

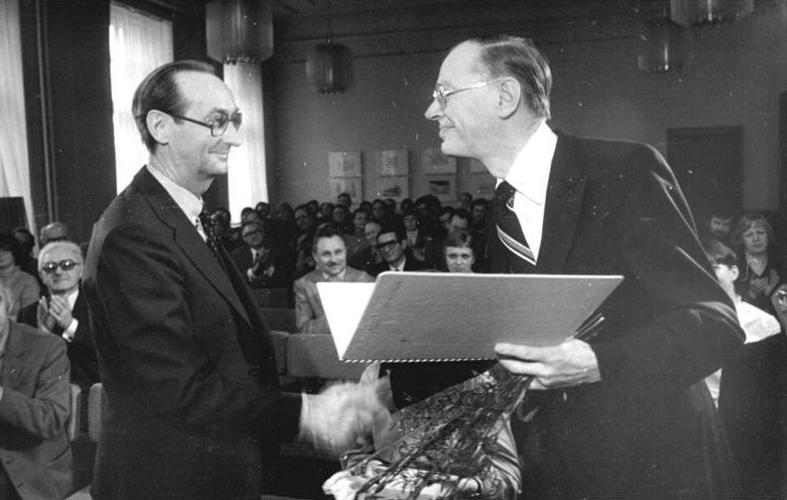
Werner Klemke i Werner Tübke (po prawej stronie), 1980

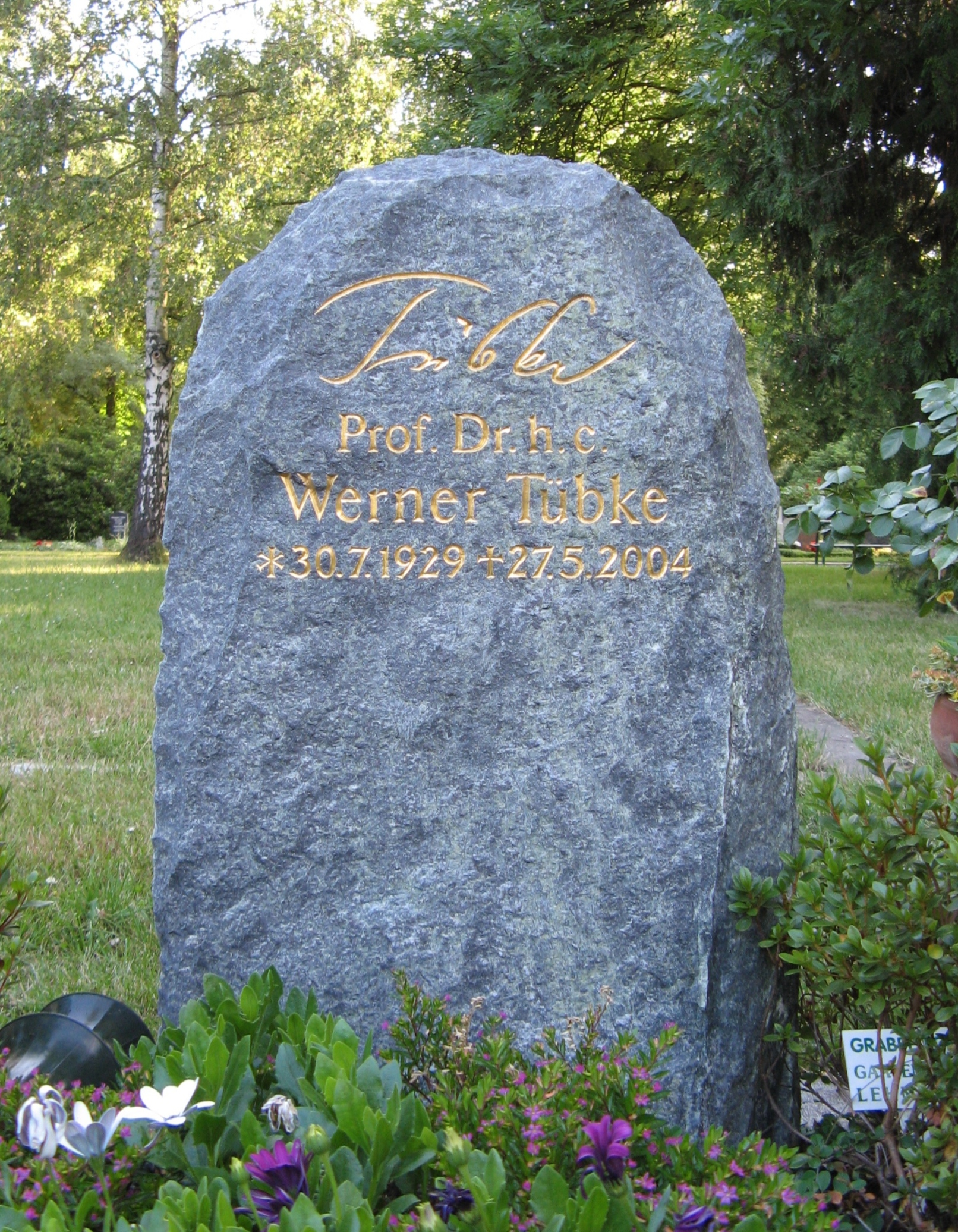
Grób Wernera Tübkego na Cmentarzu Południowym w Lipsku

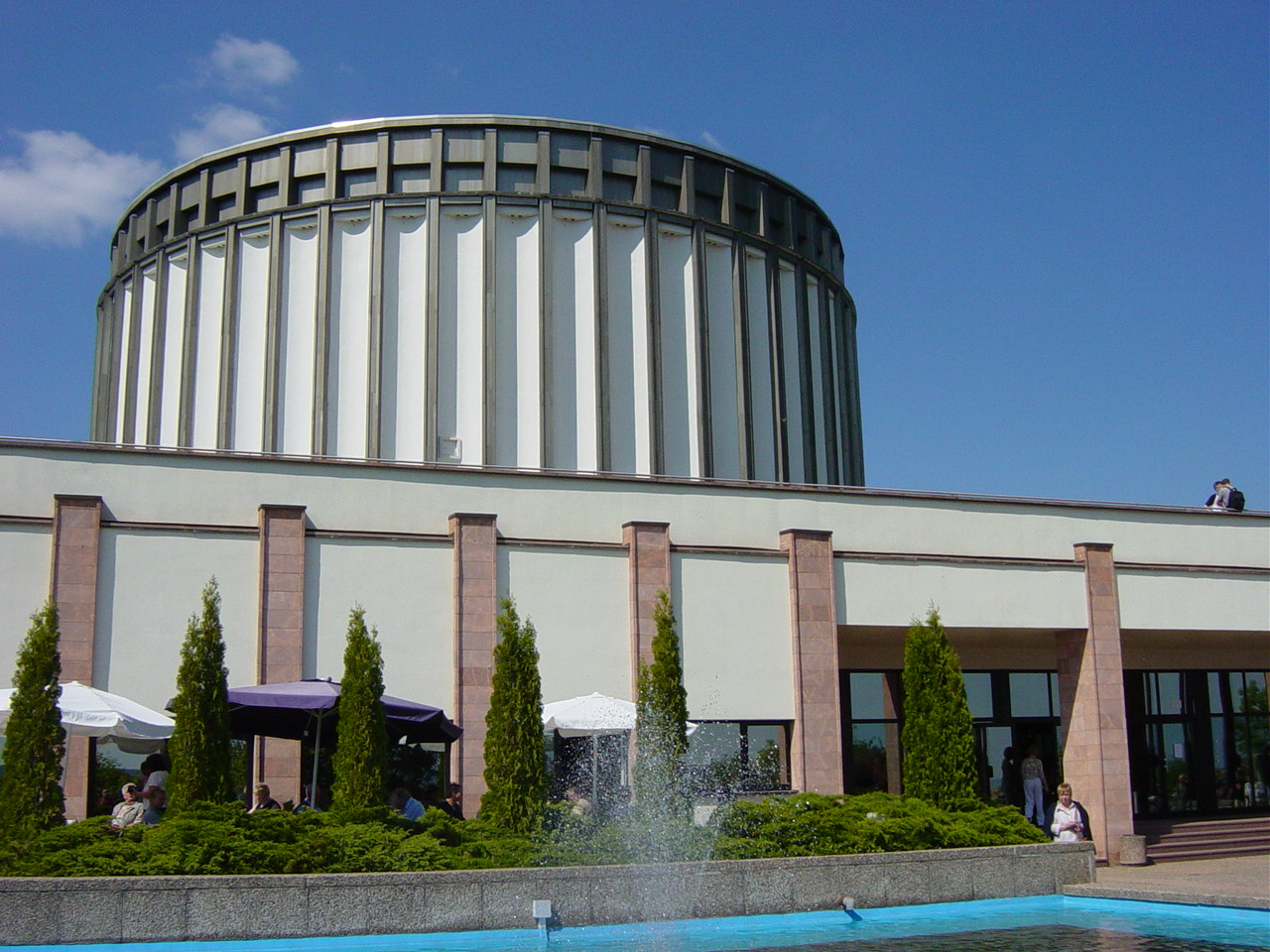
Panorama Museum – budynek panoramy bitwy pod Frankenhausen

Werner Tübke (ur. 30 lipca 1929 w Schönebeck (Elbe), zm. 27 maja 2004 w Lipsku) – niemiecki malarz i grafik.

## Życiorys
Urodził się w roku 1929 w rodzinie kupieckiej. W wieku 17 lat Tübke spędził 10 miesięcy bez oskarżenia w więzieniu radzieckich władz okupacyjnych. Odbył naukę w zawodzie malarza budowlanego w Schönebeck (Elbe) i Magdeburgu. Po spóźnionej maturze studiował Tübke w latach 1948–1950 w Wyższej Szkole Grafiki Użytkowej i Książkowej w Lipsku.
W latach 1953–1954 prowadził pracę naukową w Centralnym Domu Sztuki Ludowej w Lipsku. W latach 1954–1956 i 1957–1963 pracował jako niezależny artysta plastyk. W latach 1956–1957 był starszym asystentem, od roku 1963 docentem na Wyższej Szkole Grafiki Użytkowej i Książkowej w Lipsku. W latach 1961–1962 odbył podróż studialną przez Związek Radziecki. W roku 1972 mianowany profesorem, a w latach 1973–1976 rektorem tej uczelni, potem powrócił do niezależnej twórczości. Po zjednoczeniu Niemiec kontynuował twórczość artystyczną, także na obszarze b. RFN. Zmarł i został pochowany w Lipsku.

## Twórczość
Indywidualny styl twórczości Tübkego nawiązuje do malarstwa mistrzów niemieckich i niderlandzkich XVI i XVII wieku, zwłaszcza Hieronima Boscha (1450–1516), Lucasa Cranacha starszego (1472–1553), Albrechta Altdorfera (1480–1538) i Albrechta Dürera (1471–1528). Jednocześnie malarstwo Tübkego owiane jest atmosferą surrealizmu lat dwudziestych XX wieku. Najważniejsze dzieła Tübkego to manieryczne obrazy bitew i innych wydarzeń z udziałem setek postaci historycznych. Nie wykazują cech socrealizmu, popieranego przez ówczesne władze NRD. Jedynym wyjątkiem stał się fresk „Klasa robotnicza i inteligencja” w budynku rektoratu uniwersytetu w Lipsku (1971–1973). Dzieła artysty znajdują się w wielu muzeach niemieckich, zwłaszcza na wschodzie Niemiec. W Lipsku działa Fundacja im. Tübkego.
Głównym dziełem Tübkego jest znajdująca się w budynku Panorama Museum Bauernkriegspanorama – panorama bitwy pod Frankenhausen, miejscu klęski powstania chłopskiego pod wodzą przywódcy ludowego, teologa Thomasa Müntzera. W bitwie w dniu 15 maja 1525 zginęło 6 tysięcy powstańców. Müntzer został pojmany i ścięty dwa dni później.
Na zlecenie Ministerstwa Kultury NRD Tübke namalował w latach 1976–1987 panoramę bitwy o rozmiarach 14 × 123 m (dla porównania: Panorama Racławicka ma rozmiary 114x15 m i średnicę 38 m). Panorama pokazuje ponad 3000 postaci walczących stron. W pracy Tübkemu pomagało wielu pomocników. Panorama została umieszczona w rotundzie wzniesionej na polu bitwy. Malarz pracował nad nią przez 11 lat, często przez 10 godzin dziennie. Zdaniem krytyków sztuki, dzieło nie jest klasycznym obrazem batalistycznym, lecz raczej wizją filozoficzną epoki. Sam twórca uwiecznił się na obrazie w stroju Arlekina.
Panorama z Bad Frankenhausen różni się zasadniczo od panoram Bitwy Racławickiej i moskiewskiej panoramy Bitwy pod Borodino. W tamtych panoramach widz w zamierzeniu twórców miał przeżywać złudzenie obserwacji wydarzeń ze środka pola bitwy. Tübke przyjął odmienną koncepcję: całe płótno podzielił na oddzielne sceny przedstawiające różne wydarzenia mniej lub bardziej związane z wojną chłopską. Występują w nich Marcin Luter, Albrecht Dürer, Mikołaj Kopernik, i oczywiście wielokrotnie Thomas Müntzer. Panorama utrzymana jest w konwencji Hieronima Boscha, Albrechta Altdorfera i innych malarzy tych czasów.
W roku 1959 stworzył Tübke na zlecenie lipskiego hotelu Astoria cykl „Pięć kontynentów”. W tych obrazach doprowadził Tübke reguły socrealizmu do ironicznego absurdu, prześcigając radzieckich mistrzów w obfitości i drobiazgowości szczegółów. Po przebudowie hotelu obrazy zostały przeniesione do muzeum w Bad Frankenhausen.
W latach 1990–1993 projektował scenografię i kostiumy do opery „Wolny strzelec” Carla Marii von Webera dla opery w Bonn.
W latach 1993–1996 stworzył tryptyk ołtarzowy dla neogotyckiego kościoła w Clausthal-Zellerfeld.
Oprócz panoramy z Bad Frankenhausen artysta stworzył ponad 300 obrazów sztalugowych, tysiące grafik i ponad 500 akwarel.
Szczególnie popularnym obrazem sztalugowym jest portret zbiorowy rodziny artysty w złocistych strojach sycylijskich marionetek, który stał się dowodem niezwykłej sprawności warsztatowej artysty. Obraz widnieje na stronie internetowej Fundacji Tübkego w Lipsku. Portret rodzinny przedstawia w formacie 34x42 cm, a więc nieco większym od kartki A3, artystę z żoną i piątką dzieci z dwóch małżeństw. Artysta występuje w wyszywanych złotem szatach i w koronie, a rodzina w złocistych zbrojach. Wszyscy mają do przegubów rąk przyczepione sznurki, jak w teatrze marionetek. Malarz w tej miniaturce potrafił pokazać blask złota nie gorzej od mistrzów baroku. Możemy się tylko domyślać, co artysta chciał przekazać widzom.
Na wystawie dzieł Tübkego, urządzonej staraniem fundacji Berliner Volksbank w berlińskim Kunstforum, Budapester Str. 35, od 30 września 2009 do 3 stycznia 2010 pokazano przegląd prac artysty z okazji 80-lecia jego urodzin, w pięć lat po śmierci artysty.
Na wystawie pokazano obrazy malowane w różnorodnych konwencjach, od gotyku do impresjonizmu, ale zawsze dominowała w nich tak typowa dla artysty przekora, przebieranie się w kostium historyczny, by w warunkach NRDowskiej polityki kulturalnej przemycić choć trochę prawdy o niewesołej współczesności.
Panorama w Bad Frankenhausen: 51°21′57,73″N 11°06′12,29″E/51,366036 11,103414

## Literatura
- Günter Meißner: Werner Tübke. Leben und Werk. Seemann, Lipsk 1989
- Werner Tübke: Reformation, Revolution. Panorama Frankenhausen. Monumentalbild, Verlag der Kunst, Drezno 1988, ISBN 3-364-00043-3.
- Werner Tübke: Das malerische Werk, Verzeichnis der Gemälde 1976 bis 1999, Husum 1999, ISBN 90-5705-136-2.
- Martin Mosebach: Der politische Speisesaal, Frankfurter Allgemeine Zeitung 194/1998, 22 sierpnia 1998